# Омброне (Витербо)
Омброне је насеље у Италији у округу Витербо, региону Лацио.
Према процени из 2011. у насељу је живело 65 становника. Насеље се налази на надморској висини од 341 м.